# VolksAlliantie (2010)
De VolksAlliantie was een Surinaamse alliantie van politieke partijen die meedeed aan de parlementsverkiezingen van 2010. Paul Somohardjo was voorzitter. De alliantie deed alleen dat jaar mee en moet niet verward worden met de Volksalliantie Voor Vooruitgang die vijf jaar eerder meedeed.
De alliantie bestond uit de volgende partijen met hun respectievelijke voorzitters:
- Pertjajah Luhur (PL), Paul Somohardjo
- Progressieve Surinaamse Volkspartij (PSV), Ronald Grunberg
- Trefpunt 2000, Arti Jessurun
- Unie van Progressieve Surinamers (UPS), Henry Ori

Van de deelnemende partijen had alleen de PL in de periode 2005-2010 zetels in De Nationale Assemblée, te weten zes. Ook daarna nam alleen de PL zitting in het nieuwe parlement.

## Fusie
Op 14 november 2010 besloten Pendawa Lima en Democraten van de 21ste eeuw (D-21) zichzelf op te heffen en op te gaan in Pertjajah Luhur (PL). Op 16 november besloot PL de verkiezingen van 2010 in te gaan met Trefpunt 2000.

## Fractie
In 2010 wist de VolksAlliantie zes DNA-zetels te winnen. Namens het district Paramaribo zetelt Paul Somohardjo, namens Wanica Martha Djojoseparto, namens Nickerie Soetimin Marsidih, namens Saramacca Diepak Chitan en ten slotte namens Commewijne Hendrik Sakimin en Ronny Tamsiran in het parlement.

## Verkiezingsuitslag
Ten opzichte van de verkiezingen van 1996 (4.640 stemmen), de eerste en enige keer dat PL zelfstandig de verkiezingen in ging, hebben er meer mensen op de VolksAlliantie gestemd (9.842) in Paramaribo. In Wanica behaalde de partij 8.929 stemmen, in Nickerie 2.835, in Coronie 144 (verlies t.o.v. 1996), in Saramacca 1.829, in Para 1.331, in Commewijne 4.554, in Marowijne 1.100, in Brokopondo 64 en in Sipaliwini 315.